# 小泉日向
小泉日向（日语：小泉ひなた，1999年5月16日—），日本女優、前AV女優。出身於新潟縣新潟市。居住在千葉縣。

## 經歷
2019年2月從SOD轉移到SOD Star。12月時從SOD Star畢業。2020年2月起成為Attackers和本中的專屬女優。
2020年12月8日於個人的Twitter上宣布AV女優引退。AV女優時代的所屬事務所是RIGHT（2019年改名為LIGHT），在引退時也退出。
2021年5月首部主演的電影上映。之後以女演員的身分活動。

## 外部連結
- 小泉ひなた 所属事務所 （2018年）
- （页面存档备份，存于）